# Tegelreliëf Ad Dekkers

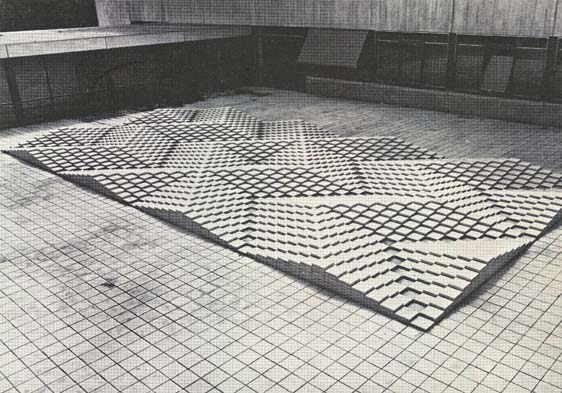
Tegelreliëf van Ad Dekkers op de binnenplaats van de MTS te Gouda in 1971. (afbeelding 1)

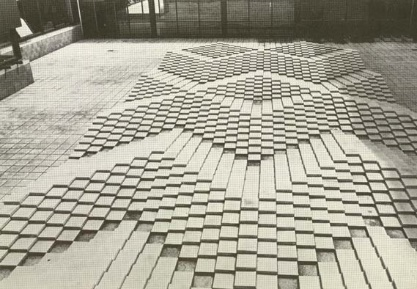
Tegelreliëf van Ad Dekkers op de binnenplaats van de MTS te Gouda in 1971. (afbeelding 2)

Tegelreliëf Ad Dekkers is een van de twee beelden van Ad Dekkers (1938-1974) welke zich bevonden op de binnenplaats van een schoolgebouw dat in 1971 werd gebouwd voor de Middelbare Technische School te  Gouda.
Bij het realiseren van een met overheidsgeld tot stand gekomen gebouw diende in de jaren 1970 1% van de bouwsom besteed te worden aan kunst. Op advies van de architect van de school, N. Verhoeff van Architectenbureau Ruige te Rotterdam, koos het bestuur van de school ervoor de opdracht te verlenen aan de kunstenaar Ad Dekkers uit Gorinchem. 

## De kunstenaar en zijn werk
Dekkers had in Gorinchem op de Technische School de opleiding schilderen gevolgd. Gezien zijn aanleg voor het tekenvak werd hij direct tot de Academie voor Beeldende Kunsten in Rotterdam toegelaten. Zijn werk in de eerste jaren van zijn kunstenaarsschap kenmerkt zich in grote lijnen als een zoektocht naar de relatie tussen vierkant en cirkel. Het gaat om vorm, verhouding en het in elkaar overgaan van deze basisvormen. Het gedachtegoed van Piet Mondriaan en dat van de Zero/Nul-beweging van rond 1960 waren belangrijke uitgangspunten. Vooral de werken van Mondriaan met zijn aandacht voor zuiverheid in licht, vorm en materiaal inspireerden hem. Dit kreeg vooral vorm in reliëfs dat wil zeggen materiaal in lagen over, op en naast elkaar, vaak met heel subtiele niveauverschillen, het begrip schaduw speelde hierbij een grote rol. Reliëfs waren gemaakt van uiteenlopende materialen en veelal wit van kleur zoals wit polyester. Van wandobjecten tot monumentaal werk voor binnen en in de openbare ruimte. 

## Het reliëf
De genoemde elementen zijn aanwezig in het werk 'Tegelreliëf' (1970/71) bij de MTS Gouda. Dekkers heeft duidelijk rekening gehouden met de specifieke omgeving en de verhoudingen van het Tegelreliëf op de binnenplaats in relatie tot het omringende gebouw. Omgeving en sculptuur zijn volledig op elkaar afgestemd, kenmerkend voor het werk van Ad Dekkers in die tijd. Het monumentale reliëf met zijn afmetingen van 9x18m maakt het kunstwerk tot het grootste aaneengesloten geheel van al zijn reliëfs.
Op de foto’s is te zien hoe de zijranden van het reliëf rijen vormen van één tot acht 'trottoirtegels' en weer terug naar één tegel, tegels van beton die voor dit doel speciaal zijn gegoten, wit en zonder vellingkant (randje). De 1e rij tegels loopt van één tot acht tegels omhoog en daarna terug naar één. De 2e rij daarachter gaat op dezelfde wijze maar dan één tegel in hoogte versprongen, naar beneden of naar boven vergeleken met de eerste rij. In deze richting verloopt de stapeling ook in de vorm van één tot acht tegels. Dit motief geldt voor het hele kunstwerk. In totaal zijn er in de lengte vier van deze golven en in de breedte twee golven te zien (afbeelding 1).
Op kniehoogte gezien is dit een geometrisch ordelijk, rationeel en eenvoudig motief. Maar boven ooghoogte, zoals op de foto te zien is, ontstaat een heel dynamisch beeld van golfachtige structuur. Zelfs met optische illusies (afbeelding 2). Ad Dekkers wilde hiermee weergeven hoe het leven in elkaar zit, een afwisseling van ratio en gevoelens, dat ons bezighoudt en waar we altijd in moeten afwegen en kiezen. Het Tegelreliëf is een exemplarisch voorbeeld van zijn kunst die constructivistische, geometrische en minimalistische kunstkenmerken heeft. Uitgangspunt voor de vormgeving van het reliëf was het werk 'Reliëf met witte blokken' uit 1966.

## Herplaatsing
Bij een uitbreiding van de school werd het reliëf verwijderd en opgeslagen in een depot. In het voorjaar van 2019, werd de reconstructie van het kunstwerk in het Ploegpark te Bergeijk onthult door Prinses Beatrix. Dankzij de Erfgoedvereniging Heemschut heeft het kunstwerk deze nieuwe bestemming gekregen.